# Calamar, Bolívar
Calamar là một khu tự quản thuộc tỉnh Bolívar, Colombia. Thủ phủ của khu tự quản Calamar đóng tại Calamar Khu tự quản Calamar có diện tích 362 ki lô mét vuông. Đến thời điểm ngày 28 tháng 5 năm 2005, khu tự quản Calamar có dân số 20588 người.